# Listă de filme cu supereroi
Aceasta este o listă de filme cu supereroi

## Filme artistice americane
| An   | Film                                                    | Editor                        | Distribuitor                   | Încasări mondiale | Note |  |
| ---- | ------------------------------------------------------- | ----------------------------- | ------------------------------ | ----------------- | --- |  |
| 1951 | Superman and the Mole Men                               | DC Comics                     | Lippert Pictures Inc.          |                   | Bazat pe Adventures of Superman -serial TV                                                                                  |  |
| 1966 | Batman                                                  | DC Comics                     | 20th Century Fox               |                   | Bazat pe Batman -serial TV                                                                                                  |  |
| 1978 | Superman                                                | DC Comics                     | Warner Bros.                   | $300.218.018      | |  |
| 1980 | Superman II                                             | DC Comics                     | Warner Bros.                   | $108,185,706      | continuare a filmului din 1978 - Superman                                                                                   |  |
| 1981 | Condorman                                               | Original                      | Walt Disney Pictures           |                   | |  |
| 1983 | Superman III                                            | DC Comics                     | Warner Bros.                   | $59.950.623       | continuare a filmului din 1980 - Superman II                                                                                |  |
| 1984 | Supergirl                                               | DC Comics                     | TriStar Pictures, Warner Bros. | $14.296.438       | Derivat din filmul din 1978 Superman                                                                                        |  |
| 1987 | Superman IV: The Quest for Peace                        | DC Comics                     | Warner Bros.                   | $15.681.020       | continuare a filmului din 1983 - Superman III                                                                               |  |
| 1989 | Batman                                                  | DC Comics                     | Warner Bros.                   | $411.348.924      | |  |
| 1989 | The Punisher                                            | Marvel Comics                 | Artisan Entertainment          |                   | Direct-pe-video în America de Nord                                                                                          |  |
| 1990 | Teenage Mutant Ninja Turtles                            | Mirage Studios                | New Line Cinema                | $201,965,915      | |  |
|      |                                                         |                               |                                |                   | |  |
| 1990 | Darkman                                                 | Original                      | Universal Studios              | $48,878,502       | |  |
| 1990 | Captain America                                         | Marvel Comics                 | 21st Century Film Corporation  | $675.437.000      | |  |
| 1991 | Teenage Mutant Ninja Turtles II: The Secret of the Ooze | Mirage Studios                | New Line Cinema                | $78.656.813       | continuare a filmului din 1990 - Teenage Mutant Ninja Turtles                                                               |  |
| 1991 | The Rocketeer                                           | Pacific Comics                | Walt Disney Pictures           | $46.704.056       | |  |
| 1992 | Batman Returns                                          | DC Comics                     | Warner Bros.                   | $266.822.354      | continuare a filmului din 1989 - Batman                                                                                     |  |
| 1993 | Teenage Mutant Ninja Turtles III                        | Mirage Studios                | New Line Cinema                | $42.273.609       | continuare a filmului din 1991 - Teenage Mutant Ninja Turtles II: The Secret of the Ooze                                    |  |
| 1993 | The Meteor Man                                          | Original                      | Metro-Goldwyn-Mayer            | $8.023.147        | |  |
| 1994 | The Fantastic Four                                      | Marvel Comics                 | Constantin Film                |                   | nelansat |  |
| 1994 | The Shadow                                              | Street and Smith Publications | Universal Studios              | $48.063.435       | |  |
| 1994 | The Mask                                                | Dark Horse Comics             | New Line Cinema                | $351,583,407      | |  |
| 1995 | Batman Forever                                          | DC Comics                     | Warner Bros.                   | $336,529,144      | continuare a 1992's Batman Returns                                                                                          |  |
| 1995 | Mighty Morphin Power Rangers: The Movie                 | Original                      | 20th Century Fox               | $66,433,194       | Bazat pe Mighty Morphin Power Rangers -serial TV/Characters Creat de Saban Entertainment                                    |  |
| 1995 | Darkman II: The Return of Durant                        | Original                      | Universal Studios              | Direct-pe-video   | 1990's sequel |  |
| 1996 | The Phantom                                             | Various                       | Paramount Pictures             | $17,323,326       | |  |
| 1996 | Darkman III: Die, Darkman, Die                          | Original                      | Universal Studios              | Direct-pe-video   | 1995's sequel |  |
| 1997 | Turbo: A Power Rangers Movie                            | Original                      | 20th Century Fox               | $9,615,840        | Bazat pe Mighty Morphin Power Rangers -serial TV/Characters Creat de Saban Entertainment                                    |  |
| 1997 | Batman & Robin                                          | DC Comics                     | Warner Bros.                   | $238,207,122      | continuare a 1995's Batman Forever                                                                                          |  |
| 1997 | Spawn                                                   | Image Comics                  | New Line Cinema                | $87,840,042       | |  |
| 1997 | Steel                                                   | DC Comics                     | Warner Bros.                   | $1,710,972        | |  |
| 1998 | Blade                                                   | Marvel Comics                 | New Line Cinema                | $131,183,530      | |  |
| 1999 | Mystery Men                                             | Dark Horse Comics             | Universal Pictures             | $33,461,011       | film de comedie film |  |
| 2000 | X-Men                                                   | Marvel Comics                 | 20th Century Fox               | $296,339,527      | |  |
| 2000 | The Specials                                            | Original                      | Regent Entertainment           | $13,276           | film de comedie film |  |
| 2000 | Unbreakable                                             | Original                      | Touchstone Pictures            | $248,118,121      | Psychological thriller |  |
| 2002 | Blade II                                                | Marvel Comics                 | New Line Cinema                | $155,010,032      | continuare a 1998's Blade                                                                                                   |  |
| 2002 | Spider-Man                                              | Marvel Comics                 | Columbia Pictures              | $821,708,551      | |  |
| 2003 | Daredevil                                               | Marvel Comics                 | 20th Century Fox               | $179,179,718      | |  |
| 2003 | X2: X-Men United                                        | Marvel Comics                 | 20th Century Fox               | $407,711,549      | continuare a 2000's X-Men                                                                                                   |  |
| 2003 | Hulk                                                    | Marvel Comics                 | Universal Studios              | $245,360,480      | |  |
| 2003 | The League of Extraordinary Gentlemen                   | WildStorm/DC Comics           | 20th Century Fox               | $179,265,204      | |  |
| 2004 | Hellboy                                                 | Dark Horse Comics             | Columbia Pictures              | $99,318,987       | |  |
| 2004 | The Punisher                                            | Marvel Comics                 | Lionsgate                      | $54,700,105       | restart a The Punisher |  |
| 2004 | Spider-Man 2                                            | Marvel Comics                 | Columbia Pictures              | $783,766,341      | continuare a 2002's Spider-Man                                                                                              |  |
| 2004 | Catwoman                                                | DC Comics                     | Warner Bros.                   | $82,102,379       | |  |
| 2004 | Blade: Trinity                                          | Marvel Comics                 | New Line Cinema                | $128,905,366      | continuare a 2002's Blade II                                                                                                |  |
| 2005 | Elektra                                                 | Marvel Comics                 | 20th Century Fox               | $56,681,566       | Spin-off to 2003's Daredevil                                                                                                |  |
| 2005 | Son of the Mask                                         | Dark Horse Comics             | New Line Cinema                | $57,552,641       | continuare a 1994's The Mask                                                                                                |  |
| 2005 | The Adventures of Sharkboy and Lavagirl in 3-D          | Original                      | Columbia Pictures              | $69,425,966       | film de comedie, film pentru familie                                                                                        |  |
| 2005 | Batman Begins                                           | DC Comics                     | Warner Bros.                   | $372,710,015      | restart a Batman |  |
| 2005 | Fantastic Four                                          | Marvel Comics                 | 20th Century Fox               | $330,579,719      | |  |
| 2005 | Sky High                                                | Original                      | Walt Disney Pictures           | $86,369,815       | film de comedie, film pentru familie                                                                                        |  |
| 2006 | X-Men: The Last Stand                                   | Marvel Comics                 | 20th Century Fox               | $459,359,555      | continuare a 2003's X2: X-Men United                                                                                        |  |
| 2006 | Superman Returns                                        | DC Comics                     | Warner Bros.                   | $391,081,192      | continuare a 1980's Superman II                                                                                             |  |
| 2006 | My Super Ex-Girlfriend                                  | Original                      | 20th Century Fox               | $60,896,147       | |  |
| 2006 | Lightspeed                                              | Original                      | Nu Image Films                 | Direct-pe-video   | Creat de Stan Lee |  |
| 2006 | Zoom                                                    | Original                      | Sony Pictures                  | $12,506,188       | |  |
| 2007 | Ghost Rider                                             | Marvel Comics                 | Columbia Pictures              | $228,738,393      | |  |
| 2007 | Spider-Man 3                                            | Marvel Comics                 | Columbia Pictures              | $890,871,626      | continuare a 2004's Spider-Man 2                                                                                            |  |
| 2007 | Fantastic Four: Rise of the Silver Surfer               | Marvel Comics                 | 20th Century Fox               | $289,047,763      | continuare a 2005's Fantastic Four                                                                                          |  |
| 2007 | Underdog                                                | Various                       | Walt Disney Pictures           | $65,270,477       | |  |
| 2008 | Superhero Movie                                         | Original                      | Metro-Goldwyn-Mayer            | $71,237,351       | Parodie |  |
| 2008 | Iron Man                                                | Marvel Comics                 | Paramount Pictures             | $585,174,222      | |  |
| 2008 | The Incredible Hulk                                     | Marvel Comics                 | Universal Studios              | $263,427,551      | restart a Hulk |  |
| 2008 | Hancock                                                 | Original                      | Columbia Pictures              | $624,386,746      | film de comedie-drama |  |
| 2008 | Hellboy II: The Golden Army                             | Dark Horse Comics             | Universal Studios              | $160,388,063      | continuare a 2004's Hellboy                                                                                                 |  |
| 2008 | The Dark Knight                                         | DC Comics                     | Warner Bros.                   | $1,001,921,825    | continuare a 2005's Batman Begins                                                                                           |  |
| 2008 | Punisher: War Zone                                      | Marvel Comics                 | Lionsgate                      | $10,100,036       | restart a The Punisher |  |
| 2008 | The Spirit                                              | DC Comics                     | Lionsgate                      | $39,031,337       | |  |
| 2009 | Watchmen                                                | DC Comics                     | Warner Bros.                   | $185,258,983      | |  |
| 2009 | X-Men Origins: Wolverine                                | Marvel Comics                 | 20th Century Fox               | $373,062,864      | Prequel to the X-Men film trilogy                                                                                           |  |
| 2010 | Kick-Ass                                                | Icon Comics/Marvel Comics     | Lionsgate                      | $96,100,206       | |  |
| 2010 | Iron Man 2                                              | Marvel Comics                 | Paramount Pictures             | $621,751,919      | continuare a 2008's Iron Man                                                                                                |  |
| 2010 | Scott Pilgrim vs the World                              | Oni Press                     | Universal Studios              | $47,664,559       | |  |
| 2010 | Jonah Hex                                               | DC Comics                     | Warner Bros.                   | $10,876,396       | |  |
| 2010 | RED                                                     | DC Comics                     | Summit Entertainment           | $199,006,387      | |  |
| 2011 | The Green Hornet                                        | Holyoke Publishing/NOW Comics | Columbia Pictures              | $227,478,580      | |  |
| 2011 | Thor                                                    | Marvel Comics                 | Paramount Pictures             | $431,600,000      | |  |
| 2011 | X-Men: First Class                                      | Marvel Comics                 | 20th Century Fox               | $348,529,513      | Prequel to the X-Men film trilogy                                                                                           |  |
| 2011 | Green Lantern                                           | DC Comics                     | Warner Bros.                   | $219,851,172      | |  |
| 2011 | Captain America: The First Avenger                      | Marvel Comics                 | Paramount Pictures             | $368,608,363      | |  |
| 2012 | Ghost Rider: Spirit of Vengeance                        | Marvel Comics                 | Columbia Pictures              | $104,521,922      | continuare a 2011's Ghost Rider                                                                                             |  |
| 2012 | The Avengers                                            | Marvel Comics                 | Walt Disney Pictures           |                   | In continuity with 2008's Iron Man 2, 2008's The Incredible Hulk, 2011's Thor and 2011's Captain America: The First Avenger |  |
| 2012 | The Amazing Spider-Man                                  | Marvel Comics                 | Columbia Pictures              |                   | restart a Spider-Man |  |
| 2012 | The Dark Knight Rises                                   | DC Comics                     | Warner Bros.                   |                   | continuare a 2008's The Dark Knight                                                                                         |  |
| 2013 | Man of Steel                                            | DC Comics                     | Warner Bros.                   |                   | restart a Superman |  |
| 2013 | Teenage Mutant Ninja Turtles                            | Mirage Studios                | Paramount Pictures             |                   | restart a the Series |  |
| 2014 | Captain America 2                                       | Marvel Comics                 | Walt Disney Pictures           |                   | continuare a 2011's Captain America: The First Avenger                                                                      |  |